# Croûton
Los croûtons (del francés croûton; pronunciación en francés: /kʁutɔ̃/) son pequeñas porciones de pan tostado o ligeramente frito o salteado en aceite o mantequilla. En general los croûtons tienen forma de dados, aunque hoy en día, en la industria de la alimentación, ya se fabrican y comercializan crutones en forma de pequeñas rodajitas o incluso con otras formas posibles.
En la cocina tradicional y en la gastronomía existen otras variantes de pan tostado o frito y que se distinguen de los crutones. El término «picatoste», por ejemplo, se refiere a una rebanada de pan frito y tiene por lo tanto un tamaño y uso diferente.

## Etimología
Croûton es un término francés cuya traducción es ‘cuscurro’ en español, y se refiere en ambos idiomas a la costra del pan y, más precisamente, al extremo redondo y duro de una barra de pan. De hecho, la expresión completa en francés es «croûtons frits», equivalente a ‘cuscurros de pan frito’, que es una expresión frecuentemente usada en España. En español también se le denomina ‘tostón’ o ‘picatoste’, o bien ‘crutón’ o 'crotón'.

## Uso
Los crutones se emplean para adornar y añadir una textura crujiente a sopas, cremas saladas, consomés o ensaladas. Los crutones son también uno de los ingredientes básicos de la ensalada César. Condimentados con hierbas o especias se pueden emplear como un simple aperitivo.
En la Bélgica francófona, los crutones untados con ajo se llaman chapons y en la cocina alemana un crutón suele ser el relleno sorpresa de los Thüringer Klöße. 